# Kapliczki przydrożne na Głównej w Poznaniu
Kapliczki przydrożne na Głównej – zabytkowe kapliczki zlokalizowane na Głównej w Poznaniu.

## Geneza i historia
Główna to stara podpoznańska osada położona na północny wschód od Poznania. Nazwa pochodzi od przepływającej tu rzeki Główna, prawego dopływu Warty. Na przełomie XIX i XX w. zaczął się proces przekształcania wsi w osadę przemysłową. Jeszcze w okresie kulturkampfu, gdy to co katolickie było znamieniem polskości, wzniesiono dwie zachowane do dziś kapliczki. Przy kapliczkach gromadzili się mieszkańcy nie tylko po to, aby się modlić, ale także by śpiewać religijne i patriotyczne pieśni. Wieś Główna, gdy włączana była w 1925 w granice Poznania, miała charakter miasteczka. Ten charakter zachowała do chwili obecnej, centralnie położona arteria, nazywająca się od tego czasu ulicą Główną. Kolejne dwie kapliczki, to obiekty wybudowane po roku 1945. 

## Kapliczka Maryi Panny
Zlokalizowana przy ul. Głównej 32 na obszarze jednostki pomocniczej miasta Poznania "Osiedle Główna". Kapliczka przydrożna z rzeźbą Najświętszej Maryi Panny ufundowana została w 1876 przez Marcina Witkowskiego z Zawad na rozciągającym się wówczas w tym miejscu polu uprawnym na granicy ówczesnej wsi Główna z Zawadami. W górnej części, w głębokiej, zamkniętej półkoliście wnęce stojąca pierwotnie rzeźba Najświętszej Maryi Panny została w 1940 zniszczona przez Niemców i zastąpiona ceramiczną figurą Matki Boskiej. W części środkowej z trzech stron znajdują się półkoliście zamknięte wnęki. W dolnej części obiektu umieszczona jest tablica z napisem: "Fundator/ Marcin Witkowski/ 1876". Matka fundatora Krystyna Józefa Witkowska z domu Marcinkowska była kuzynką Karola Marcinkowskiego. Syn fundatora Jan Nepomucen Witkowski był sołtysem Głównej. W formie czworobocznego słupa, murowanego z czerwonej cegły, nakrytego czterospadowym daszkiem z blachy. Kapliczka znajduje się na obszarze parafii pw. Najświętszej Maryi Panny Niepokalanie Poczętej.

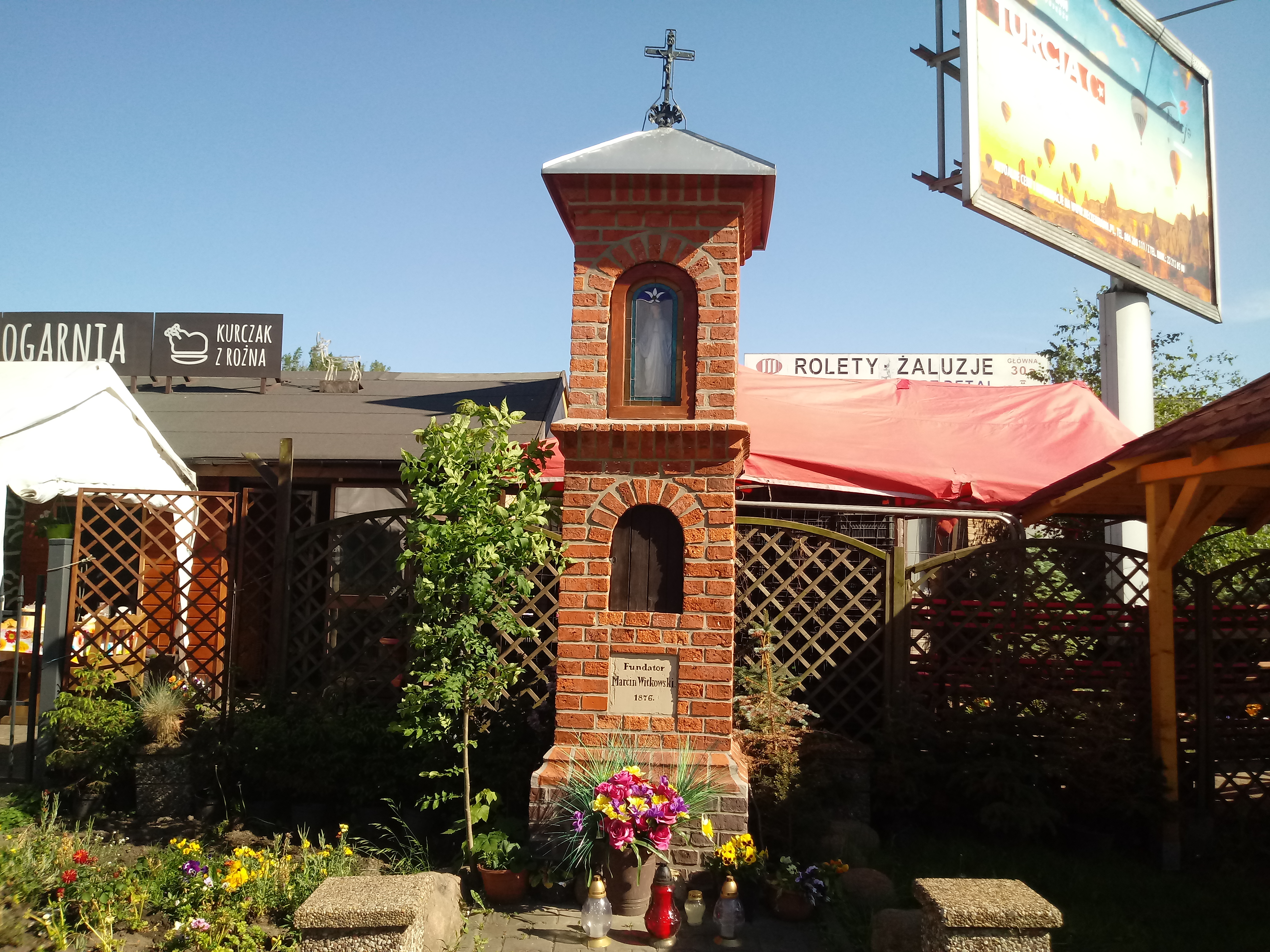

Na mapach: 52°25′12,7″N 16°58′08,4″E/52,420194 16,969000

## Kapliczka Matki Bożej Niepokalanie Poczętej
Zlokalizowana przy ul. Głównej 64 na obszarze jednostki pomocniczej miasta Poznania "Osiedle Główna". Kapliczka przydrożna przylega do ściany kamienicy oznaczonej nr. 64. Ufundowała ją w 1881 Pietronela Czarnecka. Informuje o tym tablica umieszczona w dolnej części kapliczki: "Fundatorka/ Pietronela Czarnecka/ 1881". Usytuowanie kapliczki wskazuje na to, że została zbudowana wcześniej, niż przylegający do niej budynek. Umiejscowiony w połowie gzyms dzieli ją na dwie części. W górnej znajduje się duża, głęboka, oszklona i zamknięta półkoliście wnęka. Pierwotnie umieszczono w niej przedstawienie Męki Pańskiej. Obecnie z figurą Matki Bożej Niepokalanie Poczętej. W dolnej części znajdują się płytkie wnęki, zamknięte półkoliście. Pod wnęką frontową umieszczono tablicę fundacyjną. W formie czworobocznego murowanego słupa z cegły, następnie otynkowana, z uskokowym blaszanym dwuspadowym daszkiem. W 1910 postawiono ogrodzenie z ozdobnych metalowych prętów. Kapliczka znajduje się na obszarze parafii pw. Najświętszej Maryi Panny Niepokalanie Poczętej.

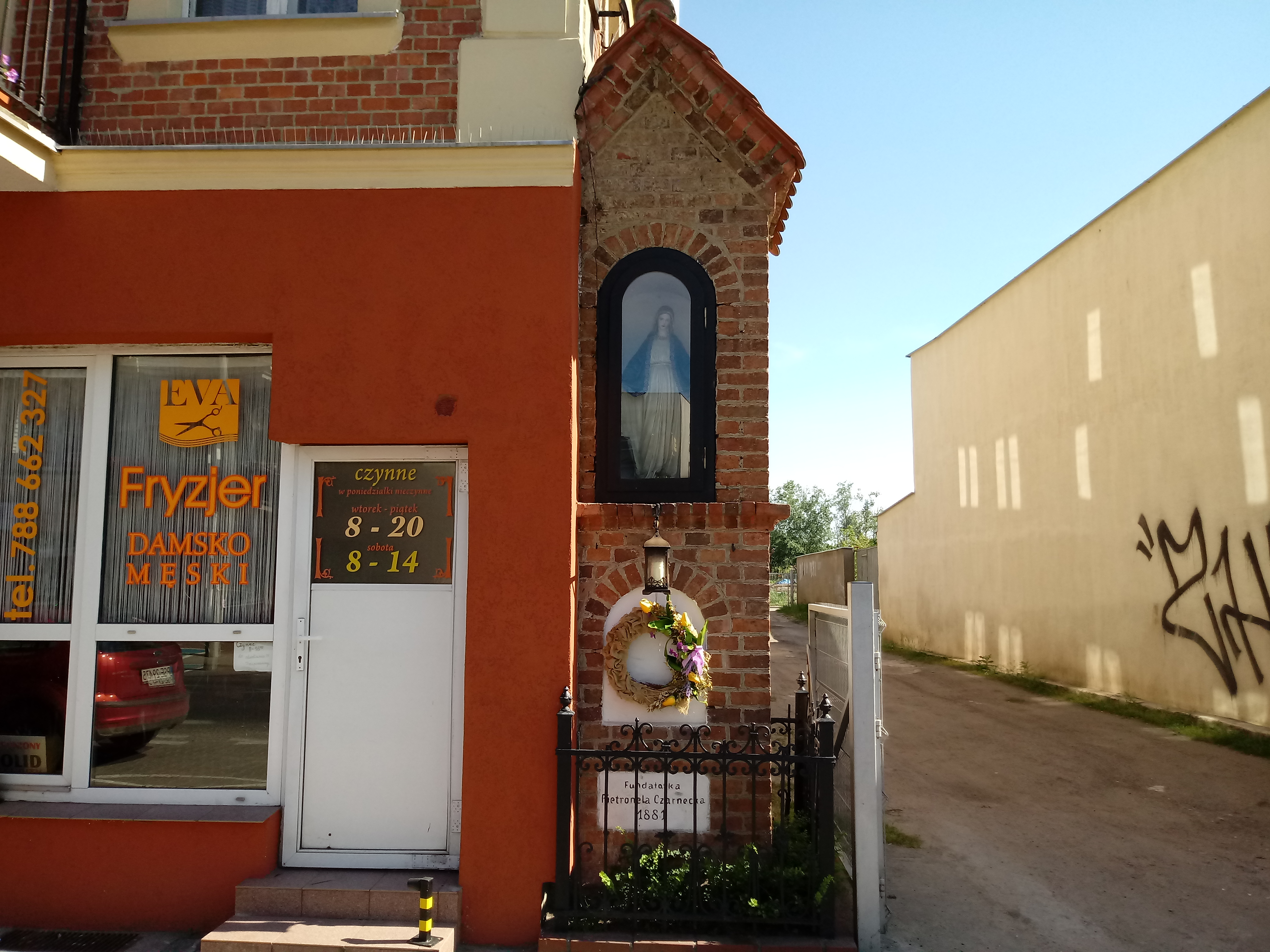

Na mapach: 52°25′18,5″N 16°58′25,2″E/52,421806 16,973667

## Kapliczka Najświętszej Maryi Panny Niepokalanie Poczętej
Zlokalizowana przy ul. Wrzesińskiej 8 na obszarze jednostki pomocniczej miasta Poznania "Osiedle Warszawskie-Pomet-Maltańskie". Kapliczka przydrożna, pierwotnie z gipsową figurką Matki Boskiej Niepokalanego Poczęcia. Stojąca na prywatnej posesji Magdaleny i Tadeusza Majchrzaków. Wybudowana przez właścicieli w 1947 wg wskazówek znajomego murarza w podziękowaniu za przeżycie i powrót z II Wojny Światowej. Budowa kapliczki była planowana już przed 1939 przez poprzedniego właściciela posesji, ojca Tadeusza Majchrzaka. W formie czworobocznego murowanego słupa z cegły, otynkowana, z czterospadowym dachem z blachy, zwieńczonym krzyżem. W dolnej części duży krzyż nałożony na tynk. Obecnie pozbawiona figury i krzyża na daszku. Miejsce w którym stoi kapliczka jest opuszczone, a teren wokół niej zarośnięty wysokimi chaszczami. Kapliczka znajduje się na obszarze parafii pw. Najświętszej Maryi Panny Niepokalanie Poczętej.
Na mapach: 52°25′11,0″N 16°58′43,2″E/52,419722 16,978667

## Kapliczka Matki Bożej z Dzieciątkiem
Zlokalizowana przy ul. Mariackiej 15 na obszarze jednostki pomocniczej miasta Poznania "Osiedle Główna", na terenie kościoła pw. Najświętszej Maryi Panny Niepokalanie Poczętej. W jego południowo-zachodniej części stoi kapliczka postawiona po 1945. Nie ma charakteru kapliczki przydrożnej. W głębokiej i półkoliście zamkniętej wnęce ustawiono figurę Matki Bożej z Dzieciątkiem Jezus na ręku. Dolna część figury wtopiona jest w trzon. Zbudowana z cegły i otynkowana, z górną częścią nakrytą dwuspadowym daszkiem, ściętym pośrodku. Kapliczka znajduje się na obszarze parafii pw. Najświętszej Maryi Panny Niepokalanie Poczętej.

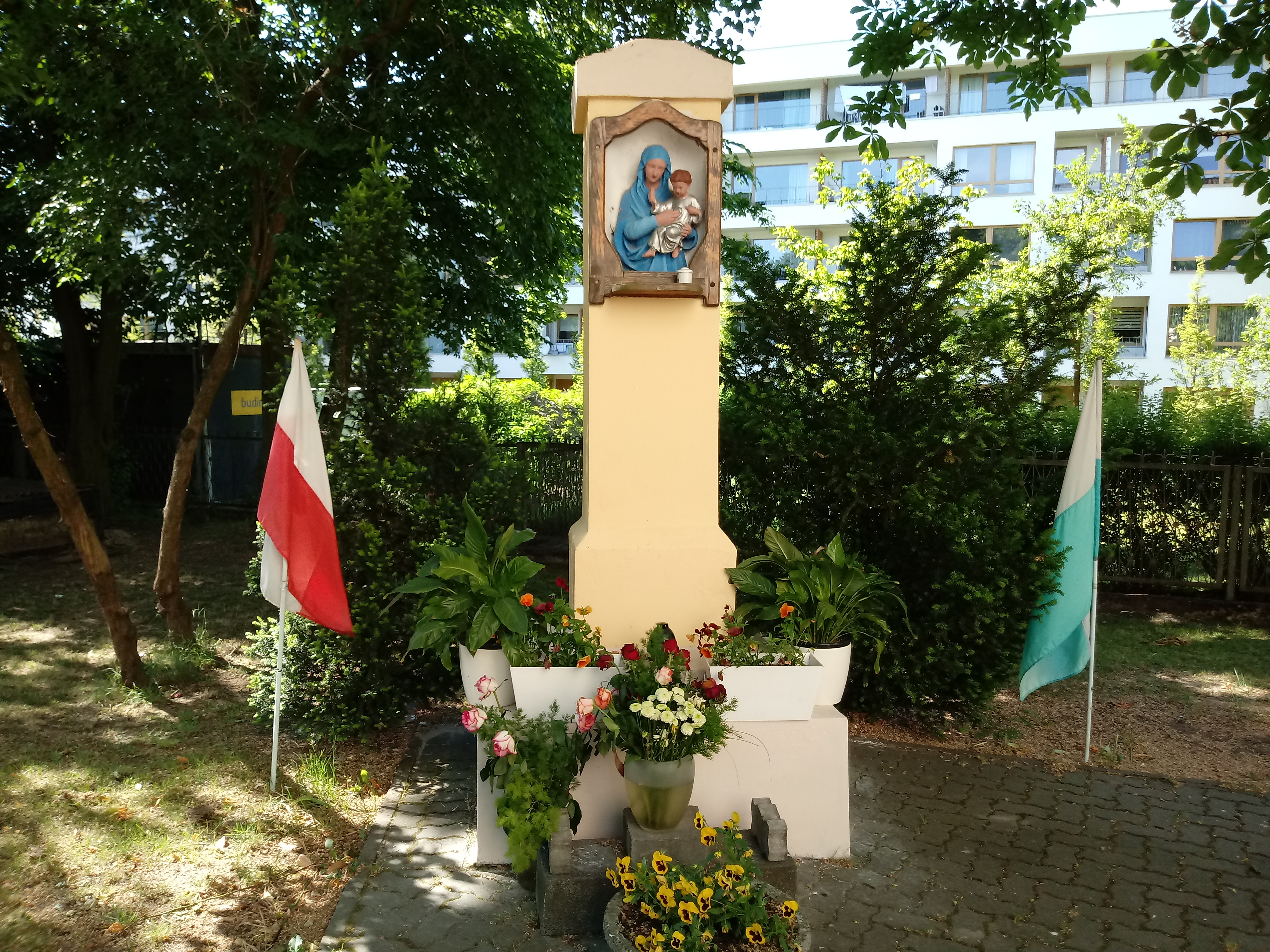

Na mapach: 52°25′23,2″N 16°58′08,7″E/52,423111 16,969083